# Società Esercizio Industria Manifatture Radio Televisione
La Società Esercizio Industria Manifatture Radio Televisione S.p.A., nota con l'acronimo SEIMART, è stata un'azienda italiana con sede a Torino che operava nella produzione di elettronica di consumo e di componenti elettronici, a capitale in maggioranza statale poiché controllata dalla GEPI.

## Storia

### Il tentativo di arginare la crisi dell'elettronica in Italia degli anni settanta: la Seimart ed il caso Magnadyne
La costituzione della Società Esercizio Industria Manifatture Radio Televisione S.p.A. (SEIMART), promossa da Edoardo Calleri, presidente della Regione Piemonte, avvenne a Torino il 22 febbraio 1971. L'obiettivo della Seimart era inizialmente ben preciso e limitato: avrebbe dovuto assumere la gestione delle attività produttive ed i 3.300 dipendenti della INFIN-Magnadyne, azienda produttrice di elettronica ed elettrotecnica in grave crisi. Alla formazione del capitale sociale della SEIMART, di 100 milioni di lire, vi contribuirono la FInanziaria Piemontese (Regione Piemonte), l'Istituto di Credito delle Casse di Risparmio Italiane, l'Istituto San Paolo, la Banca Popolare di Novara, la FIAT e la FININD (Pianelli). Presidente fu nominato il professor Agostino Lumello.
Tra la fine di aprile e gli inizi di maggio del 1971, con il beneplacito dei creditori di INFIN-Magnadyne, entrata in amministrazione controllata, fu siglato l'accordo con SEIMART per l'affitto dei quattro impianti dell'azienda piemontese (tre a Torino ed uno a Sant'Antonino di Susa) per la durata di otto mesi, ovvero per tutto il periodo di durata della gestione commissariale, in cui si sarebbe dovuta attuare anche la riorganizzazione produttiva.

### L'ingresso di Gepi e il ruolo di Seimart: l'inglobazione delle aziende in crisi
Fu presto chiaro, però, che la crisi che aveva travolto Magnadyne avrebbe a breve coinvolto l'intero settore dell'elettronica italiana, schiacciata dalla concorrenza asiatica. A marzo del 1971, con la legge 22 marzo nr. 184, Interventi per la ristrutturazione e  la riconversione di imprese industriali, fu creata la finanziaria pubblica GEPI (Società per le Gestioni e Partecipazioni Industriali), volta a impedire la dispersione del capitare di ricerca, di produzione, umano e di distribuzione delle società in crisi. GEPI si inserì nella compagine azionaria di SEIMART,  acquistando il 50% delle quote ed elevando il capitale sociale a 1,8 miliardi. Nel gennaio 1972, crebbe la quota partecipativa di GEPI in SEIMART arrivando al 64%, e contestualmente fu elevato il capitale a 5 miliardi di lire.
A seguito dell'aumento del capitale, SEIMART fu richiesta di espandere la propria missione originale alle diverse aziende che, seppure in crisi, fossero reputate importanti per il know how, le risorse umane, i macchinari, gli stabilimenti produttivi e finanche i prodotti.
Mantenendo in vita tali aziende, eventualmente con accorpamenti logistici, si sperava di permettere loro di superare la profonda crisi dell'elettronica italiana, trovando nuovi sbocchi e tipologie di mercato.
Ecco come nella rete di salvataggio della Seimart progressivamente caddero imprese fino a pochi anni prima all'avanguardia o comunque in salute. La LESA, con i 1.500 lavoratori dei tre stabilimenti di Milano, Tradate e Saronno; la Condor con i 250 lavoratori dello stabilimento di Concorezzo;  la DuMont Italiana con i 150 dipendenti dello stabilimento di Qualiano di Napoli (filiale della statunitense DuMont Laboratories).furono alcuni fra i primi illustri nomi.
Si creò quindi un grande gruppo pubblico, operante nel settore elettronica, che dava lavoro a 4.400 persone. La gestione di un tale blocco di asset però era tutt'altro che semplice, complice anche la difficoltà di razionalizzare e unificare, sacrificando stabilimenti, accorpando uffici, realtà tanto diverse per storia, tecnologie, filosofie progettuali e metodi di produzione e commercio. Il tutto reso ancor più complesso dal fatto che, paradossalmente, il settore commerciale su cui queste insistevano aveva finito, nel tempo, per omologarsi verso l'unico settore dell'elettronica di consumo a costo medio (elettrodomestici, tv, radio, giradischi, etc); quello aggredito dalle multinazionali e dai produttori asiatici.
Inizialmente, fu possibile continuare a commerciare, con il marchio originario, gli oggetti delle aziende rilevate dalla Seimart. In alcuni casi si trattava di continuazione della produzione, in altri di meri fondi di magazzino da smaltire o prodotti assemblati con rimanenze. Nel caso della Lesa, ad esempio, gli ultimi giradischi progettati dall'azienda di Tradate, questi furono prodotti anche da Seimart, con identico nome di modello (SC - che sta per stereo compatto - 1901, 1904, 1905, 1906) , prodotti dagli stessi stampi, fino ad anni dopo il fallimento della Lesa. Per economia, però, mentre il nome Seimart era stato aggiunto solo sostituendo la confezione esterna e nei libretti d'istruzioni (specificando che Lesa era "marchio" di Seimart) la scocca rimase identica, con il logo della Lesa. E lo stesso accadde per tutti i prodotti già commercializzati dalla Magnadyne e dalle altre aziende, che risultavano così ancora "esistenti" pur essendo fallite da anni.  Solo in alcuni casi la ricerca e sviluppo proseguì, dando vita a qualche novità. 
Seimart ereditava però, dalle aziende, anche i motivi che avevano portato alla crisi: le difficoltà di mercato a cui INFIN-Magnadyne, LESA, Condor e DuMont erano andate incontro, dovute all'aumento dei costi di produzione e delle materie prime, al rinnovo del contratto di lavoro ai dipendenti, alla oramai obsolescenza progettuale e tecnologica dei prodotti ed all'aggressiva concorrenza proveniente dall'Estremo Oriente.
Infine, non aiutò neppure l'eccessiva frammentazione nella dislocazione delle diverse sedi; la direzione generale era fissata a Torino, quella commerciale a Milano, e le unità produttive - ereditate dalle aziende - a Torino, Sant'Antonino di Susa, Saronno e Tradate.
Nel 1973, fu attuato un piano di ristrutturazione che comportò la riduzione del numero di dipendenti, passato dai 4.400 iniziali a 3.700, la chiusura definitiva della sede ex LESA di Milano e la creazione di due divisioni: quella dei componenti elettronici e meccanici nelle sedi produttive di Torino, Tradate e Saronno, e quella dei prodotti finiti a Sant'Antonino di Susa e Qualiano.

### 1975: Il progetto ISA per il colore
Il mancato passaggio dell'Italia - passaggio che avverà con enorme ritardo - alla tecnologia video a colori costituì un'altra perdita secca per il settore, da cui molti non si sarebbero mai risollevati. Molte delle aziende nominate (fra cui molte ditte anche non in orbita Seimart, quali Phonola) avevano investito, già negli anni precedenti, molti capitali nella ricerca e sviluppo di prodotti della nuova tecnologia, predisponendo anche propri standard.  Nel gennaio 1975, SEIMART cercò di recuperare e valorizzare sia tale lavoro che gli ingegneri delle diverse aziende che lo avevano sviluppato, creando un team di sviluppo che vide anche la presenza di tecnici e progettisti della Indesit. Il piano sviluppò e brevettò anche un sistema di trasmissione a colori alternativo al tedesco PAL e al francese SÉCAM, denominato ISA., oltre a preparare un set di televisori pronti.  Due mesi più tardi, a marzo, Indesit passò la propria parte del progetto ISA alla Intensa S.p.A., società creata da GEPI, allo scopo di far aderire tutte le aziende italiane che fabbricavano televisori, le quali avrebbero visto ridurre i costi per i diritti brevettuali, naturalmente più elevati per il PAL e il SECAM.. 
RAI e Istituto per le Poste effettuarono prove sperimentali sugli apparecchi dotati di sistema ISA, ma nell'aprile 1975, il Consiglio superiore delle Telecomunicazioni stabilì l'adozione del sistema tedesco per l'introduzione della televisione a colori in Italia, avvenuta nel 1977.

### La seconda metà degli anni settanta e la chiusura
Nel periodo 1975-77, alla luce delle spese elevate del gruppo, si decise di scorporare le attività di SEIMART in una serie di società più piccole, e maggiormente specializzate in diversi settori, accorpando i diversi progettisti e impianti per area di competenza, e cancellando i riferimenti alle precedenti ditte. Si sperava così, anche ottimizzando l'uso delle sedi (molte delle quali furono dismesse),  di poter salvare almeno alcune realtà, assieme al loro personale ed alle conoscenze e macchinari. Vennero così create : 
- SEIMART Elettronica S.p.A., creata assieme a Magneti Marelli, in cui confluirono le rispettive divisioni per la produzione di apparecchi radio-televisivi, quella dell'azienda torinese coi marchi Magnadyne e Kennedy, e quell'azienda milanese con i marchi Radiomarelli e West.[20] Le attività industriali della nuova società creata assieme a Magneti Marelli, divenuta poco tempo dopo ELCIT Elettronica Civile S.r.l., furono concentrate nello stabilimento di Sant'Antonino di Susa, che al 1977 aveva una forza lavoro costituita da 850 addetti[21];
- Neohm S.p.A. con sede a Leinì, in provincia di Torino, per la produzione di componenti elettronici, con stabilimenti a Leinì e Saronno e 950 addetti;
- Panta S.p.A., con sede e stabilimento a Tradate, in provincia di Milano, con 200 addetti, in cui confluì la produzione di giradischi e impianti Hi-Fi a marchio LESA;
- SELI-Società per l'elettronica industriale S.p.A. con sede e stabilimento a Sesto San Giovanni, in provincia di Milano, con 205 addetti.[22][23]

A seguito di questi scorpori, il 29 giugno 1979 SEIMART fu messa in liquidazione. e cessò di esistere. 

## Informazioni e dati
La Società Esercizio Industria Manifatture Radio Televisione S.p.A., con sede legale a Torino, controllata da GEPI, operava nella produzione di elettronica di consumo, di piccoli elettrodomestici, di componenti elettronici e meccanici.
Nel 1973, l'azienda contava 3.600 dipendenti e realizzò un fatturato di 17,7 miliardi di lire. Nel periodo 1976-78, SEIMART era il terzo produttore italiano di televisori a colori con una quota di mercato a livello nazionale del 3,7% con i marchi Magnadyne e Radiomarelli. Sfruttando la rete di distributori e centri assistenza delle aziende inglobate, peraltro, la Seimart poteva vantare un sistema di distribuzione e di riparazione estremamente diffuso sul territorio. 